# インプレサリオ
インプレサリオ（伊: impresario）は、エンターテイメントの興行主。コンサート、演劇、オペラなどを興行の主体である。団体組織として事業を行う場合も基本は個人である。その置かれている社会が個人に責任を持たせるかそうでないかで差異はあるが、資金を調達し最終利益に責任を持つ。イタリア語で企業や事業を意味する「impresa」という言葉に由来する。アーティスト・マネージャーや、映画やテレビ番組のプロデューサーがこの役割を担うこともある。

## 歴史
元来は、社会的、経済的な意味合いにおけるイタリア・オペラの世界で用いられていたものである。18世紀中期から1830年代にかけて、インプレサリオは歌劇の公演を行う組織にとって鍵となる存在だった。劇場のオーナーたちはたいていの場合貴族階級のアマチュアであり、財政的なリスクを負いつつ、作曲家（1850年代までオペラは新作の上演を行うことが期待されていた）、オーケストラ、歌手らとの契約や、衣装や美術製作を行う責任者としてインプレサリオを任命した。1786年、モーツァルトは全1幕の喜劇『劇場支配人』で、そのストレスや感情的などたばた騒ぎについて風刺している。アントニオ・ヴィヴァルディは、インプレサリオと作曲家の両方を兼ねていた稀有な存在である。1714年、彼はヴェネツィアのサンタンジェロ劇場において、自作の『狂気を装うオルランド』を初めとする数多くの公演を行った。
アレッサンドロ・ラナーリ（1787年 - 1852年）は衣装製作を手がける店のオーナーであったが、仲介者を排してフィレンツェのペルゴーラ劇場でオペラのシーズンを成功に導き、ヴェルディの『マクベス』初演版のほか、ベッリーニのオペラ2作、『ランメルモールのルチア』を含むドニゼッティのオペラ5作の上演を手がけた。ドメニコ・バルバヤ（1778年 - 1841年）は当初カフェの給仕であったが、そこから身を興してミラノのスカラ座の経営者となり、賭博所の運営やルーレットの導入なども行った。
ゾフィー・エリーザベト・ツー・メクレンブルクはハープシコード奏者であったが、インプレサリオとして、17世紀北ドイツの宮廷音楽界を取り仕切った。

## 近世
エンターテインメント業界では、コンサートやツアーなどの音楽上のイベント、オペラ、劇場、あるいはロデオでの催しを行うプロデューサーを指すものとして、伝統的な意味でのインプレサリオという用語がいまだに使用されている。近世における重要なインプレサリオとしては、トーマス・ビーチャム、ルドルフ・ビング、セルゲイ・ディアギレフ、リチャード・ドイリー・カート、フォーチュン・ガッロ、ソル・ヒューロック、アーロン・リッチモンド、そしてジャズ・フェスティバルのプロデューサーであるジョージ・ウェインなどがいる。
女性を指してはあまり使われない。モダンなパンクとニューウェーヴ・ファッションをメインストリームに押し上げる役割を広く果たしたヴィヴィアン・ウエストウッドは、現代の女性のインプレサリオの例である。議論の余地はあるが、シャロン・オズボーンもインプレサリオの別の一例といえる。

## その他
インプレサリオは、自主運営の美術館におけるキュレーターや、組織的なイベントで主導的な役割を担う会議の主催者といったものを指す用語としても使われることがある。
比喩的には、ジャック＝イヴ・クストーは、科学者らとともに水中探検を行う探検家・映画製作者である自身を形容する表現として「科学のインプレサリオ」という表現を用いた。また、ジェームズ・ワトソンとE. O. ウィルソンはチャールズ・ダーウィンの業績のインプレサリオである、との形容を、ニコラス・ウェイドは『ニューヨーク・タイムズ』紙で用いている。